# IONIS Education Group
IONIS Education Group este lider de grup privat de învățământ superior din Franța. Grupul a fost creat în 1980 și are mai mult de 35.000 de studenți și 100.000 de absolventi in 2023 lucreaza in prezent in afaceri, IT, aviație, energie, transport, biologie, management, finanțe, marketing, comunicare, si design. 29 școli sunt membri ai grupului.

## Membru

### IONIS Institute of Business
- ISG Business School
- ISG Luxury Management
- ISG RH
- ISG Sport Business Management
- ISEG marketing and communication school
- ICS bégué
- ISEFAC
- MOD'SPE Paris
- XP, the international esport & gaming school

### IONIS Institute of Technology
- Concours Advance
- École pour l'informatique et les techniques avancées
- École spéciale de mécanique et électricité
- École pour l'informatique et les nouvelles technologies
- IA Institut
- Institut polytechnique des sciences avancées
- Sup'Biotech
- E-Artsup
- Epitech Digital
- Epitech Executive
- IONIS School of Technology and Management
- Coding Academy
- SecureSphere by EPITA
- Supinfo
- Web@cademie

### IONIS Education Solutions
- École des technologies numériques appliquées
- Fondation IONIS
- IONIS 361
- IONISx
- PHG Academy